# Francia ai Giochi della XXVI Olimpiade
La Francia partecipò ai Giochi della XXVI Olimpiade, svoltisi ad Atlanta, Stati Uniti, dal 19 luglio al 4 agosto 1996, con una delegazione di 299 atleti impegnati in venticinque discipline.

## Risultati

### Calcio
- Uomini

| Atleta | Classifica |                    |
| --- | --- | ------------------ |
| V · D · M Nazionale olimpica francese · Calcio ai Giochi Olimpici Estivi 1996 1 Letizi · 2 Djetou · 3 Bonnissel · 4 Laville · 5 Moreau · 6 Vieira · 7 Makélélé · 8 Dhorasoo · 9 Maurice · 10 Sibierski · 11 Pirès · 12 Toyes · 13 Candela · 14 Dacourt · 15 Vairelles · 16 Fernandez · 17 Wiltord · 18 Legwinski · 20 Dieng · CT : Domenech | 5° |                    |
| Nazionale olimpica francese · Calcio ai Giochi Olimpici Estivi 1996 | |                    |
| 1 Letizi · 2 Djetou · 3 Bonnissel · 4 Laville · 5 Moreau · 6 Vieira · 7 Makélélé · 8 Dhorasoo · 9 Maurice · 10 Sibierski · 11 Pirès · 12 Toyes · 13 Candela · 14 Dacourt · 15 Vairelles · 16 Fernandez · 17 Wiltord · 18 Legwinski · 20 Dieng · CT: Domenech                                                                                | 1 Letizi · 2 Djetou · 3 Bonnissel · 4 Laville · 5 Moreau · 6 Vieira · 7 Makélélé · 8 Dhorasoo · 9 Maurice · 10 Sibierski · 11 Pirès · 12 Toyes · 13 Candela · 14 Dacourt · 15 Vairelles · 16 Fernandez · 17 Wiltord · 18 Legwinski · 20 Dieng · CT: Domenech | Francia (bandiera) |